# Nice-catch!
『Nice-catch!』（ナイス・キャッチ）は、西田ひかるの通算3枚目のシングル。1988年7月21日発売。発売元はポニーキャニオン。

## 概要
2021年には韓国出身のDJ、Night Tempoによるリミックスが新規に制作され、コンピレーション盤『Night Tempo presents ザ・昭和アイドル・グルーヴ』に収録。オリジナルのMVを使用したビジュアライザーも同時に公開された。

## 収録曲
| 全作曲・編曲: 林哲司。 |                  |           |            |      |
| #                      | タイトル         | 作詞      | 作曲・編曲 | 時間 |
| 1.                     | 「Nice-catch!」  | 松本一起  | 林哲司     | 3:41 |
| 2.                     | 「夏のプリズム」 | 安藤芳彦  | 林哲司     | 5:19 |
| 合計時間:              | 合計時間:        | 合計時間: | 9:00       |      |

## 収録アルバム
Nice-catch!
- 『CLEAR』
- 『西田ひかる SINGLESコンプリート』
- 『Myこれ!Lite 西田ひかる』

夏のプリズム
- 『CLEAR』